# ألويس إبستاين
ألويس إبستاين (بالتشيكية: Alois Epstein)‏ هو طبيب تشيكي، ولد في 1849 في Kamenice nad Lipou ‏ في التشيك، وتوفي في 1918 في براغ في التشيك.